# СУРКК
Сентрал Уругвай Рейлуей Крикет Клуб, известен и като СУРКК (на испански: Central Uruguay Railway Cricket Club, CURCC) е бивш уругвайски спортен клуб от Монтевидео.
Наследник на отбора е „Пенярол“. Основан е на 28 септември 1981 г. от британски железничари. Цветовете на отбора – жълто и черно – са заимствани от цветовете на железопътните знаци и бариери.

## История
В началото това е само отбор по крикет. Основателите на отбора са 72 англичани, 45 уругвайци и един германец - поради тази причина прякорът на отбора е англичаните. През 1900 г. СУРКК организира първото уругвайско футболно първенство, по това време все още аматьорско. Отборът е и съосновател на Уругвайската футболна асоциация. Поради тези причини някои считат отбора за основоположник на футбола в Уругвай.
Развитието на отбора в средата на 1910-те години е предмет на спорове. Според едни СУРКК се прекръства на Пенярол, какъвто е прякорът на отбора от самото му създаване. Като причина за смяната на името се изтъква следната история: англичаните в отбора искат клубът отново да се занимава с крикет както в периода 1891-1892 г., главно защото футболните фенове вандалстват във влаковете, което струва доста пари на отбора. Уругвайците държат на футбола, първо защото този спорт носи успехите на СУРКК, а и е по-популярен от крикета. След гласуване футболът надделява над крекета, в резултат на което англичаните напускат, а през 1913 г. СУРКК завършва сезона като СУРКК Пенярол. На 13 декември същата година отборът е преименуван на Клуб Атлетико Пенярол, както се нарича и до днес. Според други, главно фенове на Насионал Монтевидео, СУРКК е разформирован едва през 1915 г., и следователно СУРКК и Пенярол дори съществуват по едно и също време. Всъщност това е донякъде вярно - стадионът на СУРКК е негова собственост до 1915 г., тъй като бившите управници на отбора не желаят други клубове (дори и Пенярол) да използват терена и продължават да плащат наем за него. Въпреки това през 1914 г. на него не играе мачове отбор с името СУРКК. Предполагаемите (не е ясно дали въобще е имало такива) около четири приятелски мача на СУРКК след 1913 г. би трябвало да са изиграни в Ривера в северен Уругвай.